# Kevin Kelly
Kevin Foote (Nova Iorque, 9 de Maio de 1967) é um manager, lutador e apresentador de ringue de wrestling profissional, mais conhecido pelo seu ring name Kevin Kelly. Ele é mais conhecido pelas aparições na World Wrestling Federation/Entertainment entre Junho de 1996 e Março de 2003.

## Títulos e prêmios
- East Coast Wrestling Association
  - ECWA Hall of Famer (introduzido em 3 de Dezembro de 2005)[5]
  - ECWA Heavyweight Championship (1 vez)>[6]